# 창원버스
창원버스(昌原―)는 경상남도 창원시 성산구 불모산로48번길 5 (성주동)에 위치한 창원시의 시내버스 운수업체이다. 2005년을 기준으로 총 47대의 차량을 보유하고 있으며, 종업원은 109명이 종사하고 있다.

## 차고지
- 경상남도 창원시 성산구 성주동 (본사: 성주동공영차고지 전노선 시종착)
- 경상남도 창원시 마산합포구 해운동 (마산영업소:전노선시종착)

## 연혁
1980년 5월 1일 마산버스라는 사명으로 당시 마산시 월영동 615번지 자리에 설립되었으나 1998년 3월 27일자로 기존의 마산시 면허가 아닌 창원시 면허를 취득하였고, 버스 노선 전면개편에 맞춰 정시성을 확보하기 위해 개편일인 2005년 6월 20일에 본사를 창원으로 이전하여 같은 해 9월 13일에 현재와 같은 사명으로 변경하였다.

## 운행 노선

### 간선버스
- ● 101번 : 월영아파트 ~ 불모산종점
- ● 115번 : 청솔아파트 ~ 평성종점
- ● 162번 : 소계종점 ~ 진해터미널

### 지선버스
- ● 10번 : 대방동종점 ~ 북면종점
- ● 11번 : 대방동종점 ~ 내봉촌
- ● 12번 : 대방동종점 ~ 북면종점
- ● 13번 : 대방동종점 ~ 북면종점
- ● 31번 : 대방동종점 ~ 본포마을회관
- ● 32번 : 대방동종점 ~ 상리
- ● 46번 : 경남대학교 ~ 용전마을
- ● 49번 : 경남대학교 ~ 유등종점
- ● 212번 : 불모산종점 ~ 소계종점
- ● 224번 : 창원터미널 → 명서초교 → 봉곡동상가입구 → 창원터미널
- ● 530번 : 창원역 → 팔룡중학교 → 차룡사거리 → 창원역

### 직행좌석버스
- ● 730번 : 덕동공영차고지 ~ 청솔아파트
- ● 770번 : 창원대학교 ~ 장유고등학교
- ● 3000번 : 불모산종점 ~ 가촌마을
- ● 3002번 : 마산대학 ~ 진해신항
- ● 3006번 : 창원대학교 ~ 진해신항

## 보유 차량

#### 자일대우버스
- 자일대우 NEW BS090
- 자일대우 NEW BS106

#### 현대자동차
- 현대 그린시티
- 현대 뉴 슈퍼 에어로시티
- 현대 저상 뉴 슈퍼 에어로시티
- 현대 일렉시티

#### 하이거 버스
- 하이거 하이퍼스 EV

## 같이 보기
- 대운교통
- 동양교통